# Mine (Yamaguchi)
Mine (美祢市 Mine-shi?) es una ciudad localizada en la prefectura de Yamaguchi, Japón. Tiene una población estimada, a inicios de abril de 2022, de 23 140 habitantes.

## Geografía

### Localidades circundantes
- Prefectura de Yamaguchi
  - Hagi
  - Nagato
  - San'yōonoda
  - Shimonoseki
  - Ube
  - Yamaguchi

## Demografía
Según los datos del censo japonés, esta es la población de Mine en los últimos años.
| Año del censo | Población |
| ------------- | --------- |
| 1995          | 32.396    |
| 2000          | 31.546    |
| 2005          | 29.839    |
| 2010          | 28.630    |
| 2015          | 26.159    |
| 2022 (est.)   | 23.140    |